# Calao de Hartlaub
Horizocerus hartlaubi
Espèce
Statut de conservation UICN

 LC  : Préoccupation mineure
Le Calao de Hartlaub (Horizocerus hartlaubi) ou calao pygmée à bec noir, est une espèce africaine d'oiseaux appartenant à la famille des Bucerotidae.

## Répartition
Son aire s'étend à travers la façade du golfe de Guinée.

## Mensurations
Il mesure environ 32 cm.

## Taxinomie
À la suite de l'étude phylogénique de Gonzalez et al. (2013), le Congrès ornithologique international (dans sa version 4.4, 2014) déplace cette espèce depuis le genre Tockus.